# Polymixis ochracea
Polymixis ochracea là một loài bướm đêm trong họ Noctuidae.